# マヌエラ・ベイェス
マヌエラ・ベイェス（スペイン語: Manuela Vellés, 1987年1月16日 - ）は、スペイン・マドリード出身の女優である。

## 経歴
1987年にマドリードに生まれた。両親は建築家であり、芸術家・著作家・デザイナーなどの家系である。劇場で演技の勉強を始め、アルゼンチン出身でスペインで活動する俳優、フアン・カルロス・コラッサが主催する俳優養成学校で指導を受けた。2010年にはイギリス・ロンドンの俳優養成学校でも学んでいる。2007年、フリオ・メデム監督の『Caótica Ana』で主演に抜擢され、この作品が長編映画デビュー作となった。2008年にはハビエル・フェセール監督の『Camino』に出演。2010年のミゲル・アンヘル・ビバス監督作品『スペイン一家監禁事件』では再び主演を務めた。いくつかの映画やテレビドラマ作品では歌声を披露している。

## 出演作品

### テレビ
- 2008 Amar en tiempos revueltos: Flores para Belle
- 2009 La chica de ayer
- 2009 La Señora
- 2010 La piel azul オープン・ウォーター 第3の恐怖
- 2010-2012 Hispania, la leyenda
- 2012 Infames
- 2013-2015 Velvet

### 長編映画
- 2007 Caótica Ana
- 2008 Camino
- 2010 Secuestrados スペイン一家監禁事件
- 2010 Retornos
- 2012 Buscando a Eimish
- 2013 Somos gente honrada
- 2013 Al final todos mueren
- 2015 La novia
- 2015 Lobos sucios

### 短編映画
- 2009 La unión
- 2009 Lo siento, te quiero
- 2010 Avevamo vent'anni
- 2010 El orden de las cosas
- 2011 Amor sacro
- 2011 The Room
- 2012 Inertial Love
- 2012 Hibernation
- 2013 Solsticio
- 2013 Hay dos clases de personas
- 2014 1:58

### 演劇
- 2015 El burlador de Sevilla

出典 : 公式サイト

## 受賞とノミネート
メストレ・マテオ賞
| 年   | 部門   | 作品     | 結果       |
| ---- | ------ | -------- | ---------- |
| 2010 | 女優賞 | Retornos | ノミネート |

ヴィラ＝レアル国際短編映画祭
| 年   | 部門   | 作品                  | 結果 |
| ---- | ------ | --------------------- | ---- |
| 2010 | 女優賞 | El orden de las cosas | 受賞 |

イスランティーリャ国際映画祭
| 年   | 部門   | 作品                  | 結果       |
| ---- | ------ | --------------------- | ---------- |
| 2010 | 女優賞 | El orden de las cosas | ノミネート |